# Bénesse-Maremne
Bénesse-Maremne település Franciaországban, Landes megyében. Lakosainak száma 3733 fő (2022. január 1.). Bénesse-Maremne Angresse, Capbreton, Labenne, Orx, Saint-Vincent-de-Tyrosse és Saubrigues községekkel határos.

## Népesség
A település népességének változása:
| Lakosok száma | 1089 | 1175 | 1471 | 1989 | 2624 | 2943 | 3234 | 3683 | 3748 | 3733 |
|               | 1968 | 1982 | 1990 | 2006 | 2013 | 2015 | 2017 | 2019 | 2020 | 2022 |